# Iža
Iža (Hongaars:Izsa) is een Slowaakse gemeente in de regio Nitra, en maakt deel uit van het district Komárno.

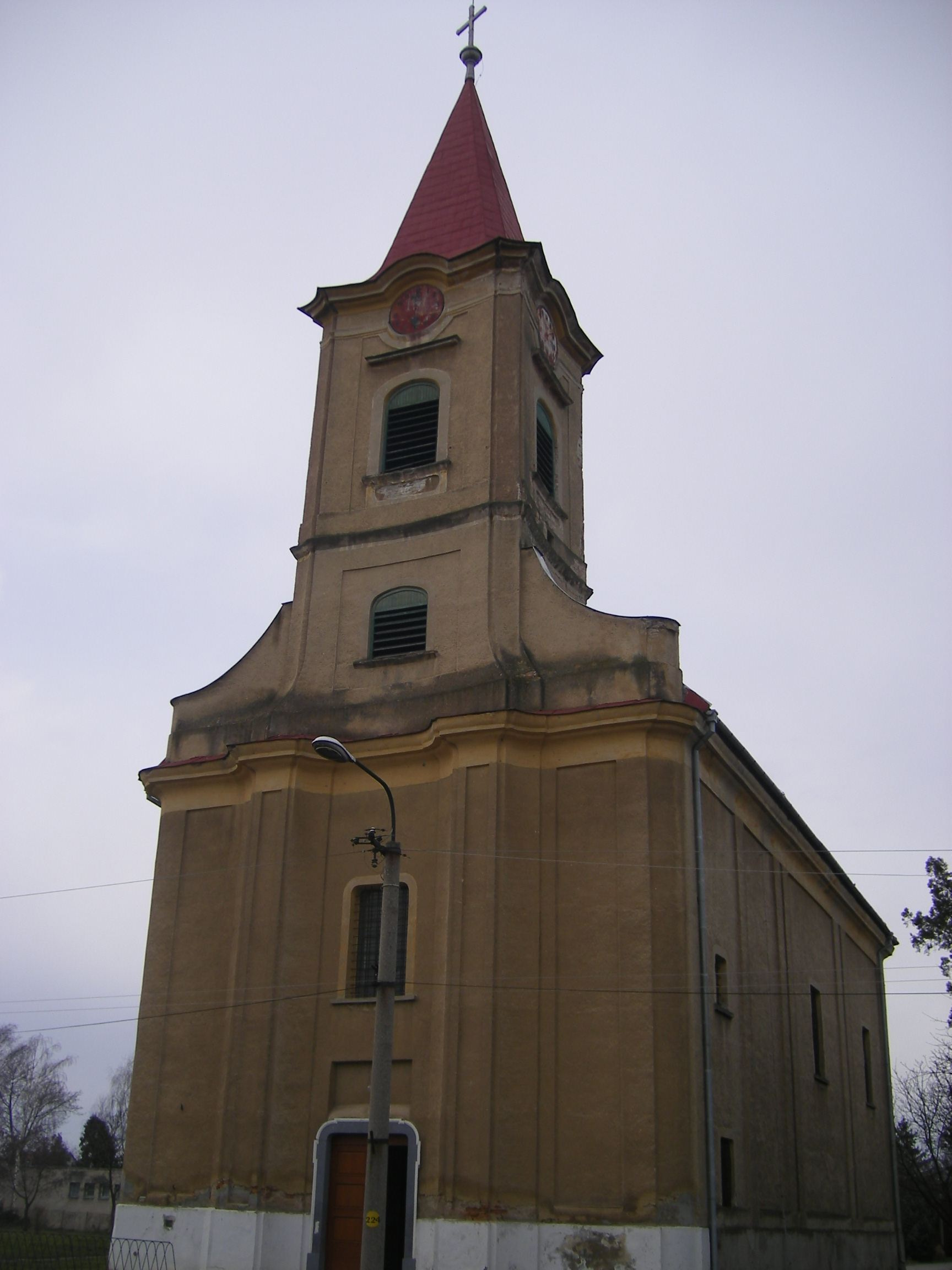
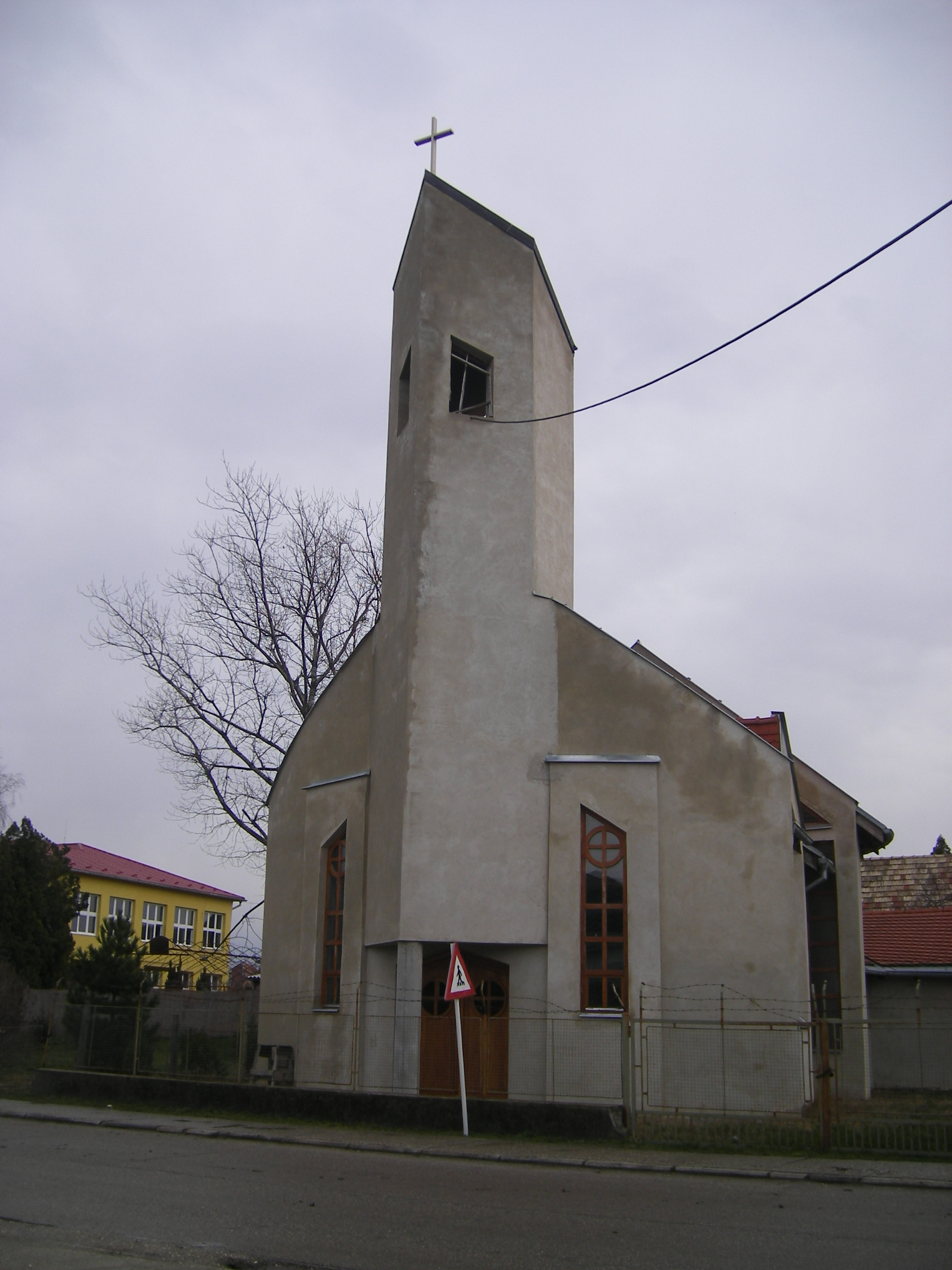
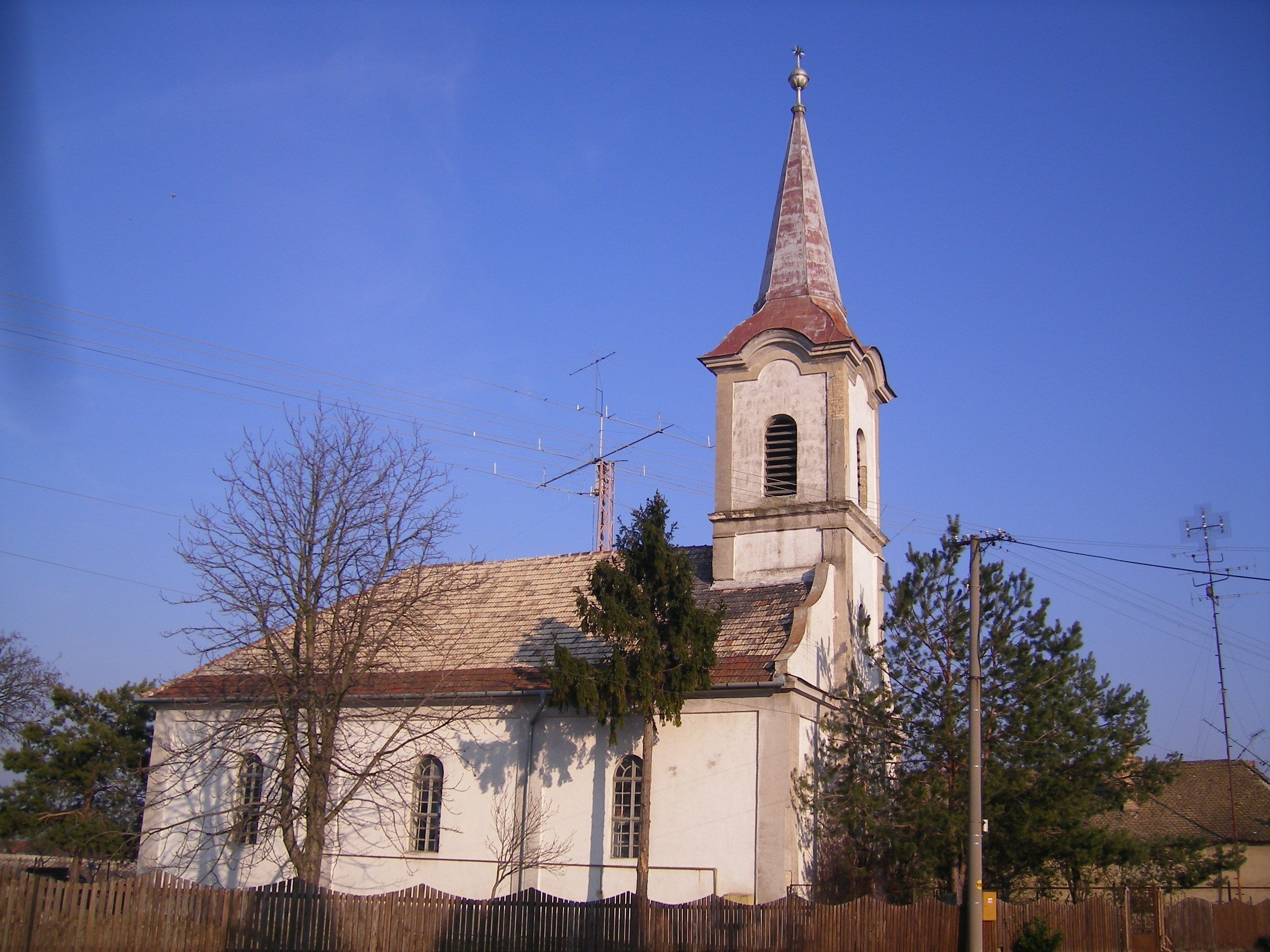
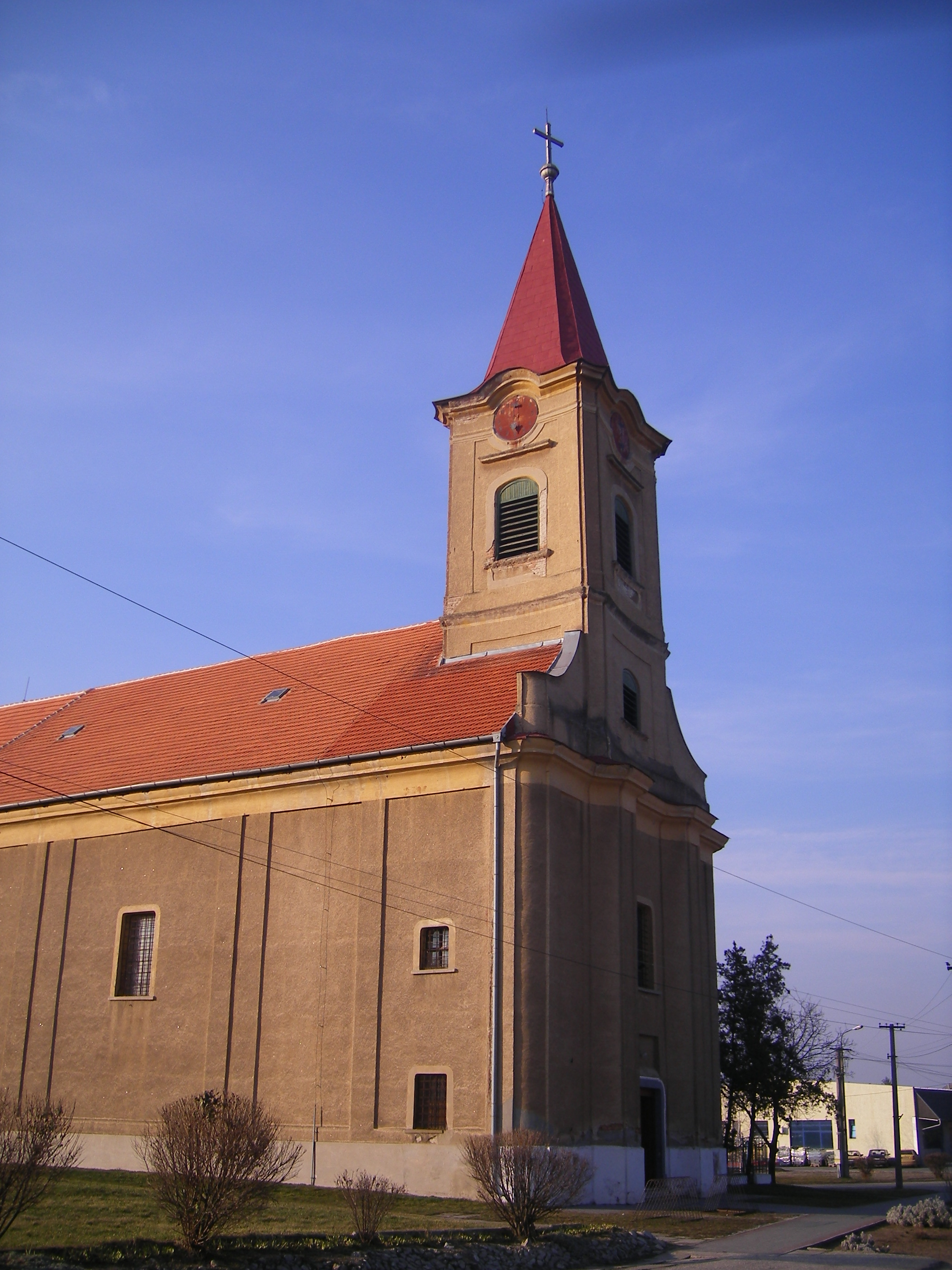
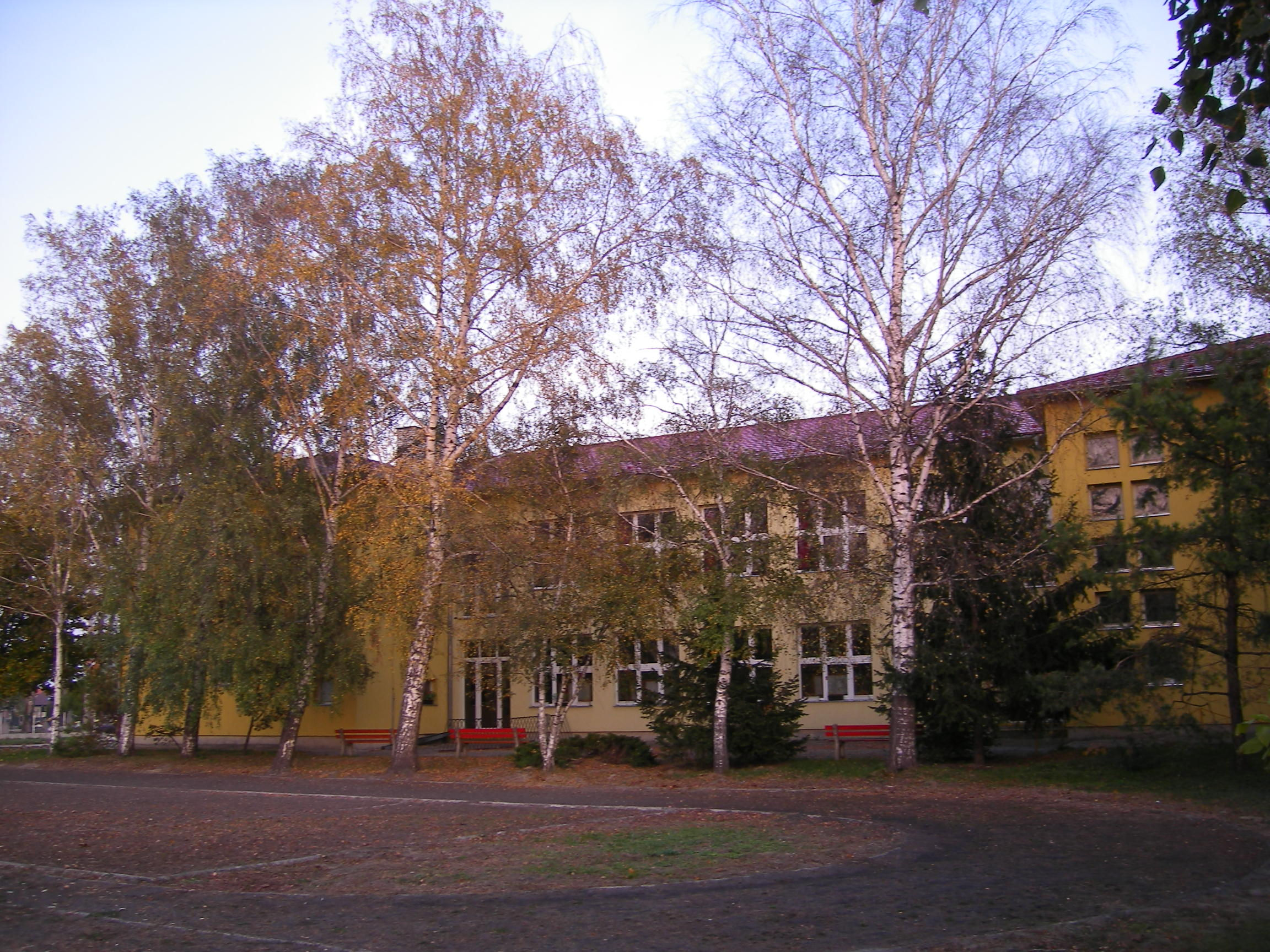
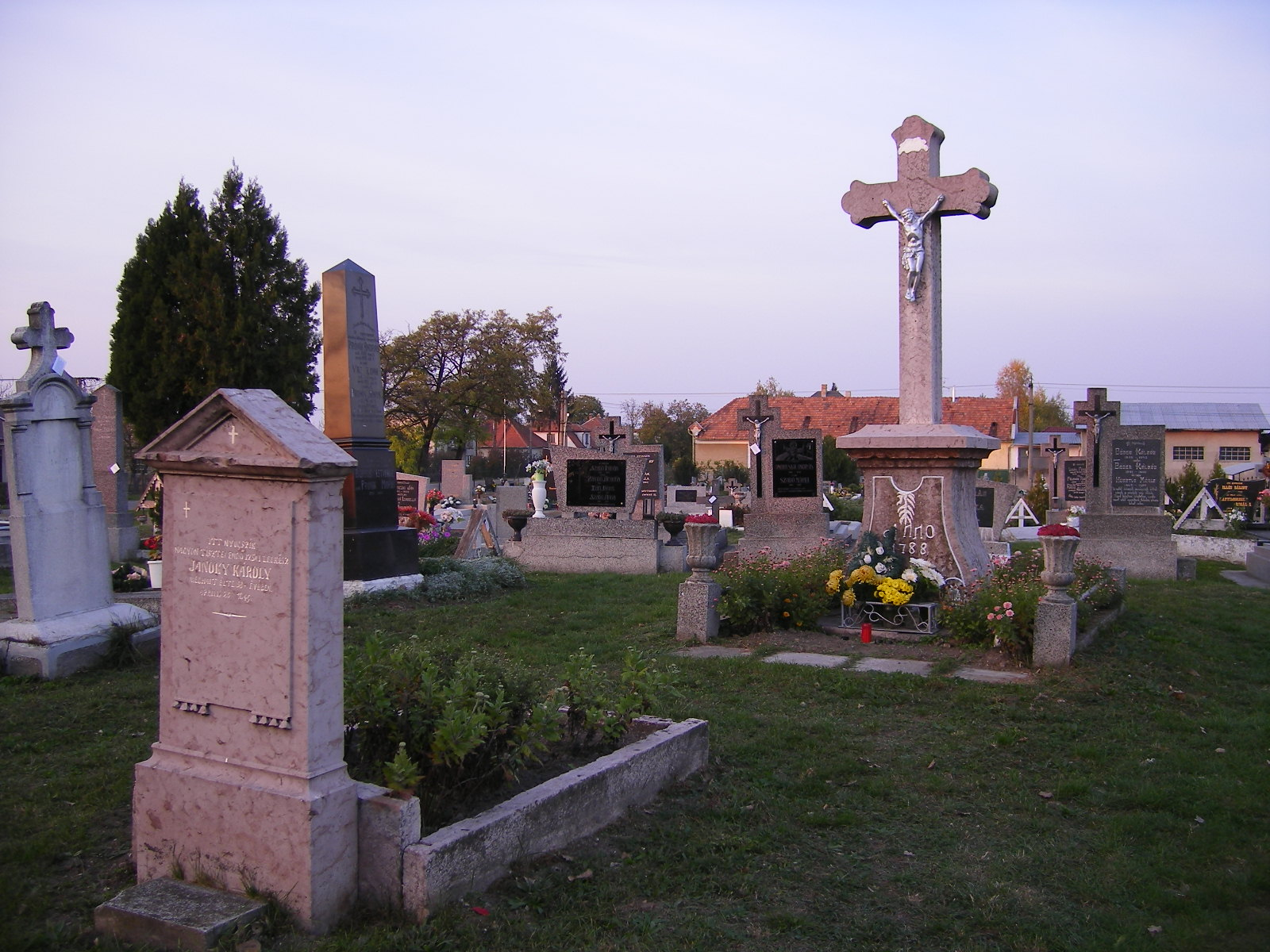

Iža telt 1632 inwoners.